# Kornél Mundruczó
Kornél Mundruczó es un director de cine y teatro nacido en Hungría en 1975. 
En el 2009 participó como jurado en el Festival Internacional de Cine de Róterdam.

## Filmografía
| Año  | Título original                       | Título internacional                  | Formato        |
| ---- | ------------------------------------- | ------------------------------------- | -------------- |
| 2000 | Nincsen nekem vágyam semmi            | This I Wish and Nothing More          | largometraje   |
| 2001 | AFTA                                  | Day After Day                         | cortometraje   |
| 2002 | Szép Napok                            | Pleasant Days                         | largometraje   |
| 2003 | Kis Apokrif N.º 1                     | Little Apocrypha N.º 1                | cortometraje   |
| 2003 | A 78-as Szent Johannája               | Joan of Arc on the Nightbus           | opera          |
| 2004 | Rövid ideig tartó csend               |                                       | Cortometraje   |
| 2005 | Johanna                               | Johanna                               | largometraje   |
| 2008 | Delta                                 | Delta                                 | Largometraje   |
| 2009 | A Nibelung-lakópark                   |                                       | Obra de teatro |
| 2010 | Szelíd teremtés - A Frankenstein-terv | Tender Son – The Frankenstein Project | largometraje   |
| 2020 | Pieces of a Woman                     | Pieces of a Woman                     | Largometraje   |

## Filmes presentados en Cannes
| Año  | Título original   | Título internacional  | Formato      |
| ---- | ----------------- | --------------------- | ------------ |
| 2004 | Kis Apokrif N.º 2 | Litte Apocrypha N.º 2 | Cortometraje |
| 2005 | Johanna           | Johanna               | Largometraje |
| 2014 | Fehér isten       | White God             | Largometraje |

## Teatro
- Calígula (autor: Albert Camus) - Radnóti Színház, 2006.

- Szégyen (disgrace) (autor: J.M. Coetzee) - Proton Színház 2012.

- Hotel Lucky Hole - Öngyilkosság trilógia III. rész[1] (autores: Mundruczó, Kornél y Wéber, Kata) - Schauspielhaus Zürich, Suiza, 2014.[2]

## Premios
Kornél Mundruczó ganó el Premio Un certain regard en el Festival de Cannes 2014. por la película White God. Los perros en la película fueron también galardonados con el Premio de Palm Dog. La película fue seleccionada por Hungría para la Mejor película extranjera en los Premios Óscar de 2014, pero no fue nominada.

### Premios y distinciones
Festival Internacional de Cine de Cannes
| Año  | Categoría                | Película  | Resultado |
| ---- | ------------------------ | --------- | --------- |
| 2008 | Premio de la crítica     | Delta     | Ganador   |
| 2014 | Premio Un Certain Regard | White God | Ganador   |

Fehér isten (White God)
- Apartado Spotlight – Festival de Cine de Sundance, 2015.
- Pulpo de oro a la mejor película – Festival de Cine Fantástico Europeo de Estrasburgo, 2014.
- Premio del Público - Festival Internacional de Cine de Antalya Golden Orange, 2014.
- Reconocimiento del jurado profesional – LET’S CEE Film festival, 2014.
- Premio Eurimages a la mejor coproducción europea - Festival Internacional de Cine de Sevilla, 2014.

Szelíd teremtés – A Frankenstein terv
- Nominación a la Palma de Oro  - Festival de Cine de Cannes 2010.
- El Premio Especial del Jurado - Festival de Cine de Sarajevo, 2010.
- El Premio Especial del Jurado - Festival Internacional de Cine de Sevilla, 2010.

Delta
- Premio Don Quijote - Festival de Cine de Cottbus, 2008.
- Mejor Película - Los Ángeles Film Festival húngara, 2008.
- Premio Confederación Internacional de Cines de Arte (Cicea) - Festival de Cine de Sarajevo, 2008.
- Premio Bobina oro - 39.ª Semana del Cine Húngaro, 2008.
- Premio Gene Moskowitz de Relaciones Exteriores - 39.ª Semana del Cine Húngaro, 2008.

Johanna
- El Premio Especial del Jurado - Oporto Fantasporto, 2006.
- El Premio Especial del Jurado - Aubagne IFF, 2006.
- Un Certain Regard – Festival de Cine de Cannes 2005.
- L'Age D'Or - Bruselas, 2005
- El Premio Especial del Jurado - Festival Internacional de Cine de Sevilla, 2005.

Kis Apokrif NO 2.
- Cinéfondation – Festival de Cine de Cannes 2004.

78-as Szent Johannája
- Directors' Fortnight Francés: Quinzaine des Réalisateurs – Festival de Cine de Cannes, 2003.

Kis Apokrif NO 1.
- Mejor Corto Experimental Ficción - 35.ª Semana del Cine Húngaro, 2004.
- Premio del Jurado Ecuménico -. Oberhausen, 2003.
- El Premio Especial del Jurado - Stuttgart, Festival de Cine Europeo de Ludwigsburg, 2003.
- Premio Cine Húngaro Experimental -. ALTER-NATIVE Festival Internacional de Cine Corto en Targu Mures, 2003

Szép napok (Pleasant Days)
- Premio Leopardo de Plata - Locarno, 2002.
- Premio – 33.ª Semana del Cine Húngaro, 2002.
- El Premio Especial del Jurado – 33.ª Semana del Cine Húngaro, 2002.
- Gran Premio -. Festival Internacional de Cine de Sofía, 2003
- Premio de Oro Iris - Festival de Cine Europeo de Bruselas, 2003.

AFTA (Day After Day)
- El Premio ARTE -. Festival Internacional de Cortometrajes de Oberhausen, 2001
- Mención Especial del Jurado Ecuménico - Festival Internacional de Cortometrajes de Oberhausen, 2001.
- Certificado de Mérito - Festival Internacional de Cortometrajes de San Petersburgo, 2001.
- Mejor Cortometraje - 32.ª Semana del Cine Húngaro, 2001.
- Mejor Cortometraje - Festival de Cine Corto Internacional de Cortometrajes d'Imola, 2001.
- Mejor Cortometraje - Festival de Cine de Cottbus, 2001.
- Premio Dragón de Plata - Festival Internacional de Cortometrajes de Cracovia, 2001.
- Mejor Cortometraje - Festival Mediawave, 2001.
- Mejor director - Bolonia Festival de Cine College, 2001.
- Segundo Premio - Festival Internacional de Escuelas de Cine de Múnich, 2001.[9]
- Segundo premio -. Stuttgart, Festival de Cine Europeo de Ludwigsburg, 2000.
- Mejor cortometraje del año - Premio de la Crítica de Cine Húngaro de 2002.

Nincsen nekem vágyam semmi
- Mejor Primera Película - 31.ª Semana de Cine Húngaro, 2000.
- Mejor película - 31.ª Semana de Cine Húngaro, 2000. Joven
- Directores Guild Award a la mejor dirección.
- Mejor largometraje del año - Premio de la Crítica de Cine de Hungría, 2001.

### Premios en teatro
Demencia
- Premio de la Crítica - Baltic House Festival, San Petersburgo, Rusia, 2014.

Denevér, avagy az én kis temetőm
- La mejor actuación de la temporada - Telewizija Polska (TV), Polonia, 2012.

Mejor Interpretación - Boska Festival de Teatro de Comedia en Cracovia, Polonia, 2013.
Szégyen (disgrace)
- Premio por el Centro de Política de Educación Federal - 8.ª Política de Teatro Independiente - Hellerau Dresde, Alemania, 2011.
- Premio de la Asociación Internacional de Críticos de (IATC) - Festival Internacional de Teatro MESS, Sarajevo, Bosnia-Herzegovina, 2012.
- Premio Foro MESS "Luka Pavlovic" - MESS Festival Internacional de Teatro, Sarajevo, Bosnia-Herzegovina de 2012.
- Mejor director: Mundruczó Kornél – XIII. Pécs Festival Nacional de Teatro, 2013.

Frankenstein-terv
- Mejor Interpretación - VIII Festival Nacional de Teatro de Pécs, 2008.
- Premio del Jurado - VIII Festival Nacional de Teatro de Pécs, 2008.
- Premio Especial - 44 Festival BITEF en Belgrado, Serbia de 2010.

A jég
- Mejor Artista Joven: Kornél - KONTAKT Festival Internacional de Teatro, 2009.
- Corona de laurel de plata, mejores de Europa central - Festival Internacional de Teatro MESS, Sarajevo, Bosnia-Herzegovina de 2009.

- El Premio Especial del Jurado: Mejor grupo - Festival Internacional de Teatro MESS, Sarajevo, Bosnia-Herzegovina de 2009.
- Premio Dragón - MESS Festival Internacional de Teatro, Sarajevo, Bosnia-Herzegovina de 2009.
- Premio Textura - Textura Festival de Cine y Teatro, Perm, Rusia 2010.